# Resolució 814 del Consell de Seguretat de les Nacions Unides
La Resolució 814 del Consell de Seguretat de les Nacions Unides fou adoptada per unanimitat el 26 de març de 1993. Després de reafirmar les resolucions 733 (1992), 746 (1992), 751 (1992) 767 (1992), 775 (1992) i 794 (1993) sobre la contínua guerra civil a Somàlia, el Consell, d'acord amb el Capítol VII de la Carta de les Nacions Unides, va autoritzar a l'extensió de l'oOperació de les Nacions Unides a Somàlia II (ONUSOM II) fins al 31 d'octubre de 1993.
La resolució es va iniciar fent una crida al Secretari General Boutros Boutros-Ghali a convocar la Conferència sobre la Reconciliació Nacional per a Somàlia en què es van fer alguns progressos i que es va representar una àmplia gamma de somalis. Per tant, va donar la benvinguda a la celebració de la Tercera Reunió de Coordinació de les Nacions Unides per a l'Assistència Humanitària per a Somàlia a Addis Abeba de l'11 al 13 de març de 1993. Després, el Consell va demanar al secretari general que, a través del seu representant especial:
(a) prestés assistència a la prestació de socors a Somàlia d'acord amb el programa de rehabilitació elaborat per l'Oficina per a la Coordinació d'Afers Humanitaris;
(b) prestés assistència en la repatriació de refugiats i persones desplaçades dins del país;
(c) promogués la reconciliació política, inclòs el restabliment d'institucions nacionals i regionals i administracions civils a través de la participació àmplia de tots els sectors de la societat somali;
(d) facilités el restabliment de la policia somali i la restauració de la llei i l'ordre, incloses les investigacions sobre violacions del dret internacional humanitari;
(e) ajudés en el desminatge i en el desenvolupament de serveis d'informació pública;
(f) creés condicions sota les quals la societat civil somali pogués tenir un paper en tots els nivells en el procés de reconciliació política.
A continuació el Consell va ampliar i enfortir el mandat de l'ONUSOM II en virtut del Capítol VII, posant l'accent en la necessitat de desarmament i la necessitat de donar suport a la Força Unificada de Tasca (UNITAF). Va demanar als partits somalins que complissin llurs obligacions en els acords que van signar i garantissin la seguretat del personal de les Nacions Unides i de les organitzacions internacionals, i va demanar al secretari general que reforcés l'embargament d'armes a Somàlia imposat a la Resolució 733 entre els estats membres.
La resolució va demanar aleshores al secretari general garantir la seguretat durant la repatriació dels refugiats i assistir al reassentament de les persones desplaçades, reiterant la seva crida a totes les parts a Somàlia a cessar i desistir de violacions del dret internacional humanitari. Tasmbé, dirigida a Boutros-Ghali al comandant de la Força d'UNOSOM II a organitzar una transició ràpida, suau i gradual de la UNITAF a la ONUSOM II, i a mantenir el fons per a la recepció de les contribucions a UNOSOM II.
La resolució 814 conclou donant la benvinguda als esforços de les agències de la Nacions Unides, organitzacions governamentals i no governamentals i al Comitè Internacional de la Creu Roja a Somàlia; demana al Secretari General que sol·liciti més finançament a les institucions de Somàlia i que mantingui al Consell plenament informat sobre la situació al país.